# Зленко, Елена Геннадьевна
Елена Геннадьевна Зленко (род. 20 июня 1967, Тюмень, Тюменская область, РСФСР, СССР) — российский политик, член Совета Федерации (2018—2023).
Из-за поддержки нарушения территориальной целостности Украины во время российско-украинской войны находится под персональными международными санкциями Евросоюза, США, Великобритании и ряда других стран.

## Биография
В 1989 году с отличием окончила Тюменский государственный архитектурно-строительный институт по специальности «экономика и управление в строительстве», затем до 1994 года работала там же на кафедре политэкономии. В 1991—1994 годах училась в аспирантуре Тюменского государственного университета, в 1994 году возглавила специализированный фонд «Жильё» при администрации Ямало-Ненецкого АО, в 2003 году стала секретарём политсовета Салехардского отделения партии «Единая Россия». В 2004 году прошла профессиональную переподготовку в Академии народного хозяйства при Правительстве Российской Федерации, которая впоследствии вместе с несколькими другими вузами была влита в Российскую академию народного хозяйства и государственной службы при Президенте Российской Федерации.
27 марта 2005 года избрана от «Единой России» депутатом Государственной думы ЯНАО IV созыва.
14 марта 2010 года переизбрана, вновь от «Единой России», в Законодательное собрание Ямало-Ненецкого округа V созыва.
13 сентября 2015 года переизбрана в Ямало-Ненецкий парламент VI созыва, сложила полномочия досрочно.
В Законодательном собрании пятого и шестого созыва являлась заместителем председателя.
10 сентября 2018 года наделена полномочиями члена Совета Федерации — представитель от исполнительного органа государственной власти Ямало-Ненецкого автономного округа.
На встрече с губернатором Ямало-Ненецкого автономного округа Дмитрием Артюховым назвала среди приоритетных направлений своей работы в верхней палате Федерального собрания поддержку таких инфраструктурных проектов, как Северный широтный ход и Северный широтный ход — 2, а также развитие социальной сферы.

## Награды
- Медаль ордена «За заслуги перед Отечеством» II степени (10 сентября 2018) — За активную законотворческую деятельность и многолетнюю добросовестную работу[10].